# Parapanamerikanische Badmintonmeisterschaft 2022
Die Parapanamerikanische Badmintonmeisterschaft 2022 fand vom 22. bis zum 26. November 2022 in Cali statt.

## Medaillengewinner
| Disziplin            | Gold                                | Silber                                         | Bronze                                            |
| -------------------- | ----------------------------------- | ---------------------------------------------- | ------------------------------------------------- |
| Herreneinzel WH1     | Marcelo Alves                       | Rodolfo Cano                                   | Joaquin Isaac Palma Piñeiro                       |
| Herreneinzel WH1     | Marcelo Alves                       | Rodolfo Cano                                   | Alfonso Quevedo                                   |
| Herreneinzel WH2     | Jaime Aranguiz                      | Julio César Godoy                              | José Ambrosio Chaves Neto                         |
| Herreneinzel WH2     | Jaime Aranguiz                      | Julio César Godoy                              | Roberth Nolberto                                  |
| Herreneinzel SL3     | William Roussy                      | Pedro Pablo de Vinatea                         | Jonathan Cardoso                                  |
| Herreneinzel SL3     | William Roussy                      | Pedro Pablo de Vinatea                         | Albert Manuel                                     |
| Herreneinzel SL4     | Rogerio Junior Xavier               | Maximiliano Avila Sosa                         | Renzo Diquez                                      |
| Herreneinzel SL4     | Rogerio Junior Xavier               | Maximiliano Avila Sosa                         | Pascal Lapointe                                   |
| Herreneinzel SU5     | Manuel Alejandro                    | Yuki Roberto                                   | Ricardo Cavalli                                   |
| Herreneinzel SU5     | Manuel Alejandro                    | Yuki Roberto                                   | Eduardo Oliveira                                  |
| Herreneinzel SH6     | Miles Krajewski                     | Nilton Quispe                                  | Emilien Langelier                                 |
| Herreneinzel SH6     | Miles Krajewski                     | Nilton Quispe                                  | Vitor Tavares                                     |
| Herrendoppel WH1–WH2 | Marcelo Alves Julio César Godoy     | Edmar Francisco Barbosa Rodolfo Cano           | Victor Aragon Jaime Aranguiz                      |
| Herrendoppel WH1–WH2 | Marcelo Alves Julio César Godoy     | Edmar Francisco Barbosa Rodolfo Cano           | Joaquin Isaac Palma Piñeiro Arturo Zambrano Alejo |
| Herrendoppel SL3–SL4 | Renzo Diquez Pedro Pablo de Vinatea | Maximiliano Avila Sosa Rolando Bello Rodriguez | Pablo Cesar Cueto Gerson Jair                     |
| Herrendoppel SL3–SL4 | Renzo Diquez Pedro Pablo de Vinatea | Maximiliano Avila Sosa Rolando Bello Rodriguez | Pascal Lapointe William Roussy                    |
| Herrendoppel SU5     | Eduardo Oliveira Yuki Roberto       | João Gabriel Danilo Santos                     | Ricardo Cavalli Manuel Alejandro                  |
| Herrendoppel SU5     | Eduardo Oliveira Yuki Roberto       | João Gabriel Danilo Santos                     | Geraldo da Silva Oliveira Genivaldo Duarte        |
| Doubles SH6          | Miles Krajewski Vitor Tavares       | Nilton Quispe Héctor Salva                     | Justin Kendrick Wyatt Lightfoot                   |
| Doubles SH6          | Miles Krajewski Vitor Tavares       | Nilton Quispe Héctor Salva                     | Rubí Hernandez Giuliana Póveda                    |
| Dameneinzel WH1      | Daniele Torres                      | Ana Gomes                                      | Amy Burnett                                       |
| Dameneinzel WH1      | Daniele Torres                      | Ana Gomes                                      | Auricélia Evangelista                             |
| Dameneinzel WH2      | Pilar Jáuregui                      | Maria Gilda                                    | Aline de Oliveira Cabral                          |
| Dameneinzel WH2      | Pilar Jáuregui                      | Maria Gilda                                    | Silva Arizapana                                   |
| Dameneinzel SL3      | Adriane Spinetti Avila              | Abinaecia Maria                                | Diana Lizeth                                      |
| Dameneinzel SL3      | Adriane Spinetti Avila              | Abinaecia Maria                                | Luz Elena Ubaque                                  |
| Dameneinzel SL4      | Ana Carolina                        | Edwarda Dias                                   | Danielle Carvalho                                 |
| Dameneinzel SL4      | Ana Carolina                        | Edwarda Dias                                   | Jenny Ventocilla                                  |
| Dameneinzel SU5      | Diana Rojas Golac                   | Kelly Edith                                    | Laura Fernandes                                   |
| Dameneinzel SU5      | Diana Rojas Golac                   | Kelly Edith                                    | Laura Yanes Cabrera                               |
| Dameneinzel SH6      | Giuliana Póveda                     | Jayci Simon                                    | Rubí Hernandez                                    |
| Damendoppel WH1–WH2  | Jaqueline Karina Pilar Jáuregui     | Maria Gilda Auricélia Evangelista              | Ana Gomes Daniele Torres                          |
| Damendoppel SL3–SU5  | Ana Carolina Abinaecia Maria        | Flor Maria Del Milagro Diana Rojas Golac       | Danielle Carvalho Carolina Roncato                |
| Damendoppel SL3–SU5  | Ana Carolina Abinaecia Maria        | Flor Maria Del Milagro Diana Rojas Golac       | Maria Guadalupe Jenny Ventocilla                  |
| Mixed WH1–WH2        | Rodolfo Cano Pilar Jáuregui         | José Ambrosio Auricélia Evangelista            | Roberth Nolberto Jaqueline Karina                 |
| Mixed WH1–WH2        | Rodolfo Cano Pilar Jáuregui         | José Ambrosio Auricélia Evangelista            | Jaime Aranguiz Ana Gomes                          |
| Mixed SL3–SU5        | Rogerio Junior Xavier Edwarda Dias  | Renzo Diquez Jenny Ventocilla                  | João Gabriel Abinaecia Maria                      |
| Mixed SL3–SU5        | Rogerio Junior Xavier Edwarda Dias  | Renzo Diquez Jenny Ventocilla                  | Yuki Roberto Adriane Spinetti Avila               |
| Mixed SH6            | Nilton Quispe Giuliana Póveda       | Miles Krajewski Jayci Simon                    | Héctor Salva Rubí Hernandez                       |